# Giorgio Emo di Capodilista
Giorgio Emo Capodilista, conte dell'Impero Austriaco, Patrizio veneto (Padova, 8 giugno 1864 – Padova, 24 dicembre 1940) è stato un militare e politico italiano.

## Biografia
Entrato in accademia nel 1882, due anni dopo è sottotenente nel 13º Reggimento di cavalleria di stanza a Monferrato. Tra il 1888 e il 1894, col grado di tenente, è ufficiale d'ordinanza dei comandanti generali delle divisioni di Milano e di Roma. Promosso capitano è assegnato al Reggimento Lancieri di Milano (7°) con la qualifica di aiutante maggiore, nel 1906 passa alla scuola di cavalleria, nel 1909 è vicecomandante del Reggimento Lancieri di Firenze (9°) col grado di maggiore. Rimasto operativo in Italia negli anni della guerra italo-turca, promosso tenente colonnello e colonnello, parte con quest'ultimo grado per la prima guerra mondiale nel 1915. Al comando di una brigata di cavalleria, sul fronte del Friuli, si guadagna due decorazioni al merito, tra cui l'Ordine Militare di Savoia per la Battaglia di Pozzuolo del Friuli, e la promozione sul campo a maggiore generale. Nel 1923, promosso generale di divisione, è assegnato al comando della scuola di applicazione di cavalleria. Era il nonno di Umberto Emo Capodilista.